# Sematophyllum kunkelii
Sematophyllum kunkelii är en bladmossart som beskrevs av H. Robinson 1974. Sematophyllum kunkelii ingår i släktet Sematophyllum och familjen Sematophyllaceae. Inga underarter finns listade i Catalogue of Life.